# John Gitlis
Pour les articles homonymes, voir Gitlis.
 (décembre 2018).
Johnathan Gitlis est né à Andrésy le 29 mai 1981. Producteur, réalisateur et arrangeur français, il est plus connu sous le nom de Nejo en tant que batteur du groupe de Fusion français Enhancer.
Il est le fils d'Ivry Gitlis, violoniste israélien classique internationalement connu, et de Sabine Glaser, actrice allemande.

## Biographie
Avec son frère David Gitlis, Johnathan Gitlis forme un binôme bien connu de l'industrie musicale française.
C'est en 1998 que Pascal Nègre (PDG d'Universal Music) repère les deux jeunes artistes/producteurs au sein de leur formation musicale Enhancer. Il leur offre leur premier contrat chez Barclay au côté de Vanessa Paradis, Noir Désir ou encore Matthieu Chédid...
Peu de temps après, Universal Music leur rachète les droits de production de leur premier album et lance ainsi leur carrière dans le monde de la musique. S'ensuivra la production d'un album à New York en 2001, et un autre à Los Angeles en 2004 toujours pour le compte d'Universal Music qui se vendra à plus de 100 000 exemplaires.
En 2002, les rencontres s'enchaînent et c'est Louis Leterrier (réalisateur du Transporteur, Danny the Dog...) qui, séduit par leur productions, réalisera leur premier clip "Cinglé".
Parallèlement, les deux frères enfilent la casquette de producteurs et réalisent des morceaux pour Matt Pokora ou encore Joey Starr, tout en dirigeant le collectif Nowhere d'où émergeront des groupes comme Pleymo, Vegastar et AqME.
En 2006, les frères Gitlis décident de monter leur propre label de musique au sein de Discograph.
En 2007, ils créent la maison de production audio-visuelle HK Corp.
En 2009, il collabore avec Sinik sur ("Ballon d'or", "4-4-2" et "Dangereux").
Et en 2010, il contribue à l'album "Qui m'aime me suive" de Salif sur les titres "OD", "Homme libre" ou encore "Prison de vers". Il compose le single fusion rapmetal "Nouvelle Genèse" de Freeyann le Yak.
En 2011, il coécrit le titre La fessée pour l'album Première Phalange de la chanteuse Luce.

## Discographie
- 1997 - Boys Bands Creator
- 1998 - Biatchs
- 2000 - Et Le Monde Sera Meilleur...
- 2003 - Street Trash
- 2006 - Electrochoc
- 2008 - Nowhere : Live au Furia
- 2009 - Désobéir